# Pseudocalliergon turgescens
Pseudocalliergon turgescens là một loài Rêu trong họ Amblystegiaceae. Loài này được (T. Jensen) Loeske miêu tả khoa học đầu tiên năm 1907.